# Ostrý (Jistebnice)
Ostrý (německy Wostra) je malá vesnice, část města Jistebnice v okrese Tábor v Jihočeském kraji. Nachází se asi čtyři kilometry severně od Jistebnice. Prochází zde silnice II/122. Ostrý leží v katastrálním území Orlov u Jistebnice o výměře 10,59 km².

## Historie
První písemná zmínka o vesnici pochází z roku 1379.

## Obyvatelstvo
| Rok            | 1869 | 1880 | 1890 | 1900 | 1910 | 1921 | 1930 | 1950 | 1961 | 1970 | 1980 | 1991 | 2001 | 2011 | 2021 |
| -------------- | ---- | ---- | ---- | ---- | ---- | ---- | ---- | ---- | ---- | ---- | ---- | ---- | ---- | ---- | ---- |
| Počet obyvatel | 165  | 134  | 123  | 113  | 109  | 105  | 84   | 61   | 48   | 43   | 43   | 33   | 19   | 21   | 47   |
| Počet domů     | 18   | 18   | 18   | 18   | 18   | 18   | 18   | 17   | 17   | 13   | 11   | 14   | 16   | 18   | 18   |

## Obecní správa
Při sčítání lidu v letech 1850–1974 Ostrý byl osadou obce Orlov, se kterým patřil nejprve do okresu Sedlčany, ale od roku 1950 v okrese Tábor. Od 1. ledna 1975 je částí města Jistebnice v okrese Tábor.

## Galerie

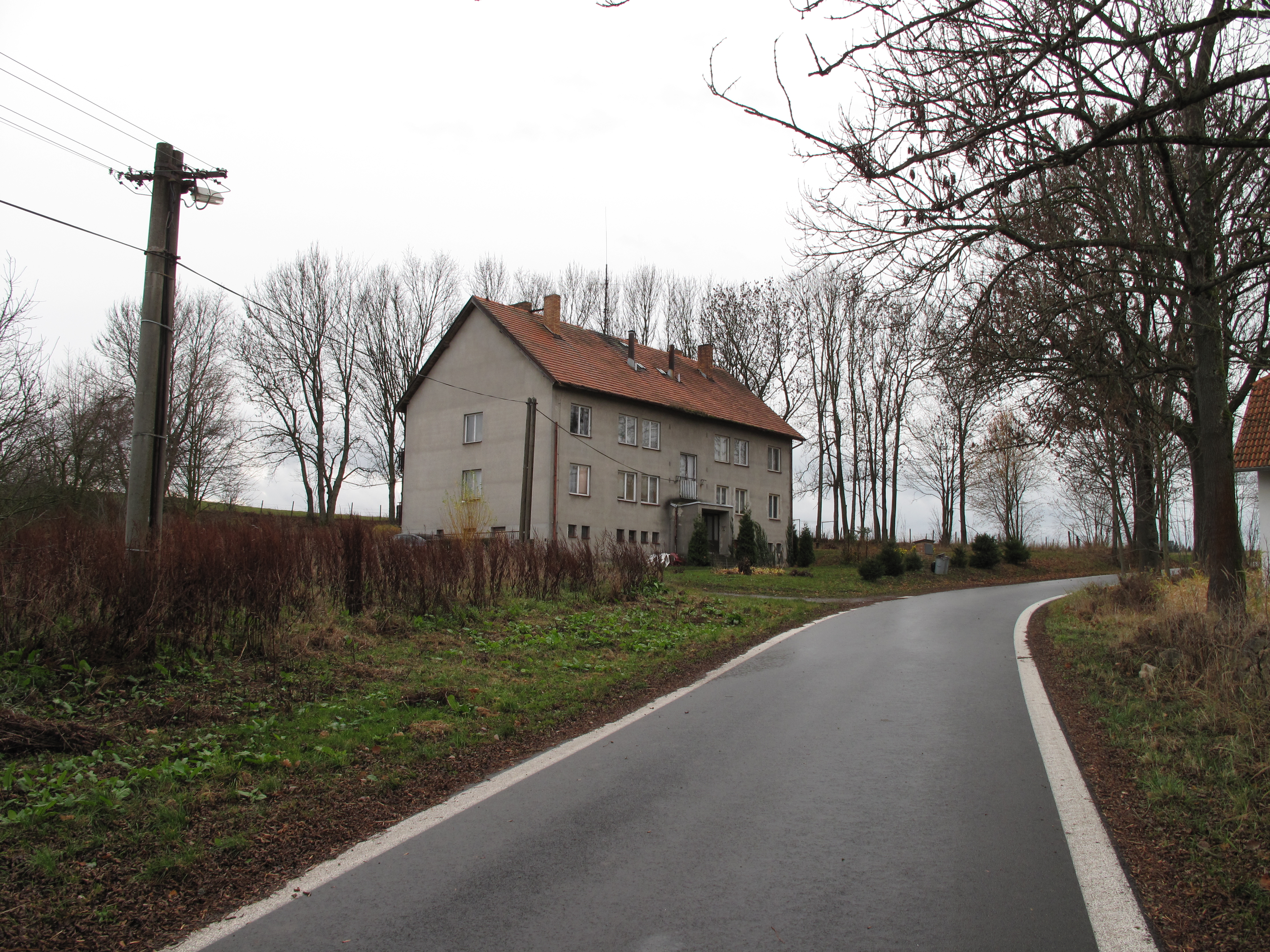
Bytovka
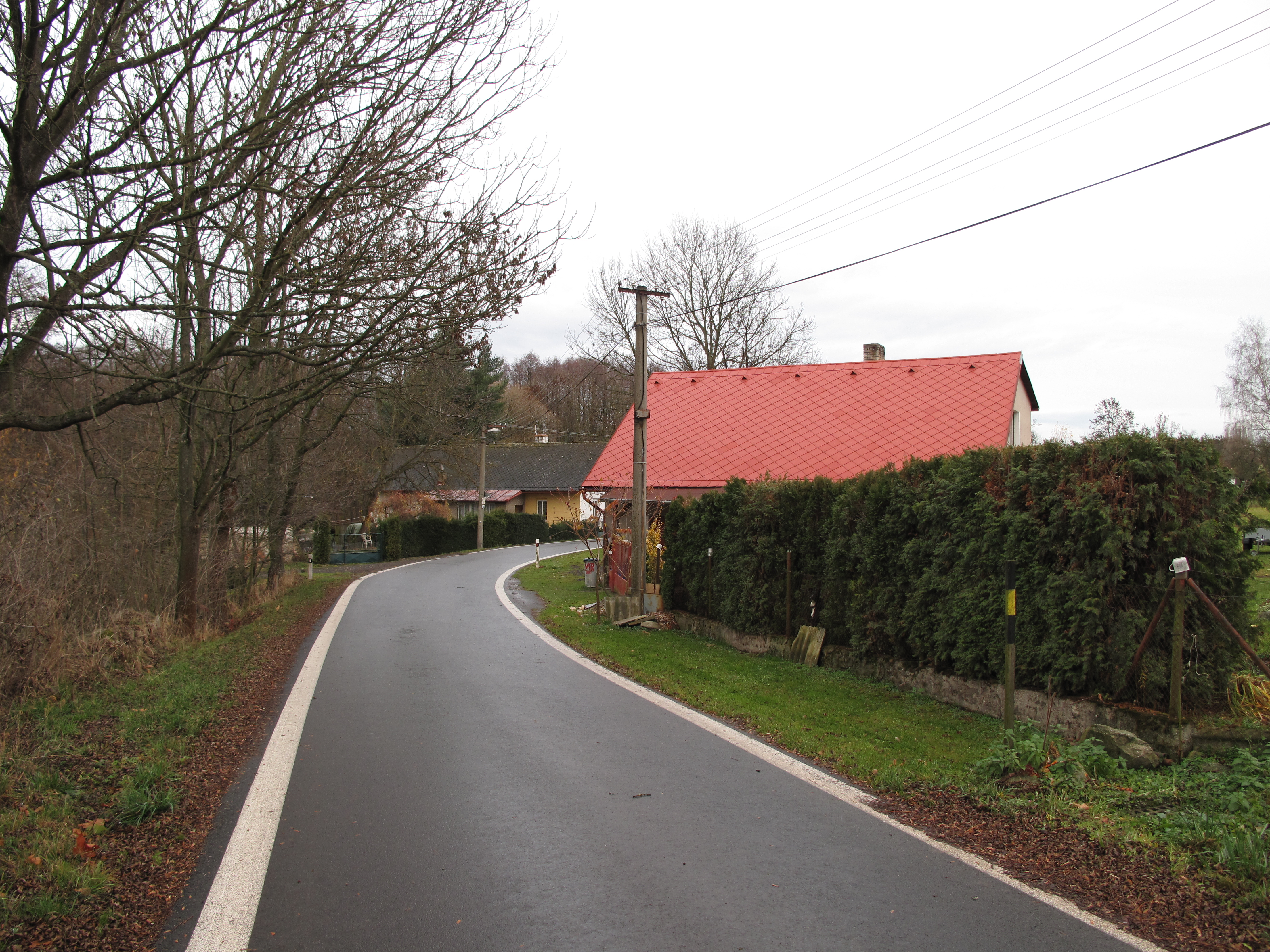
Silnice
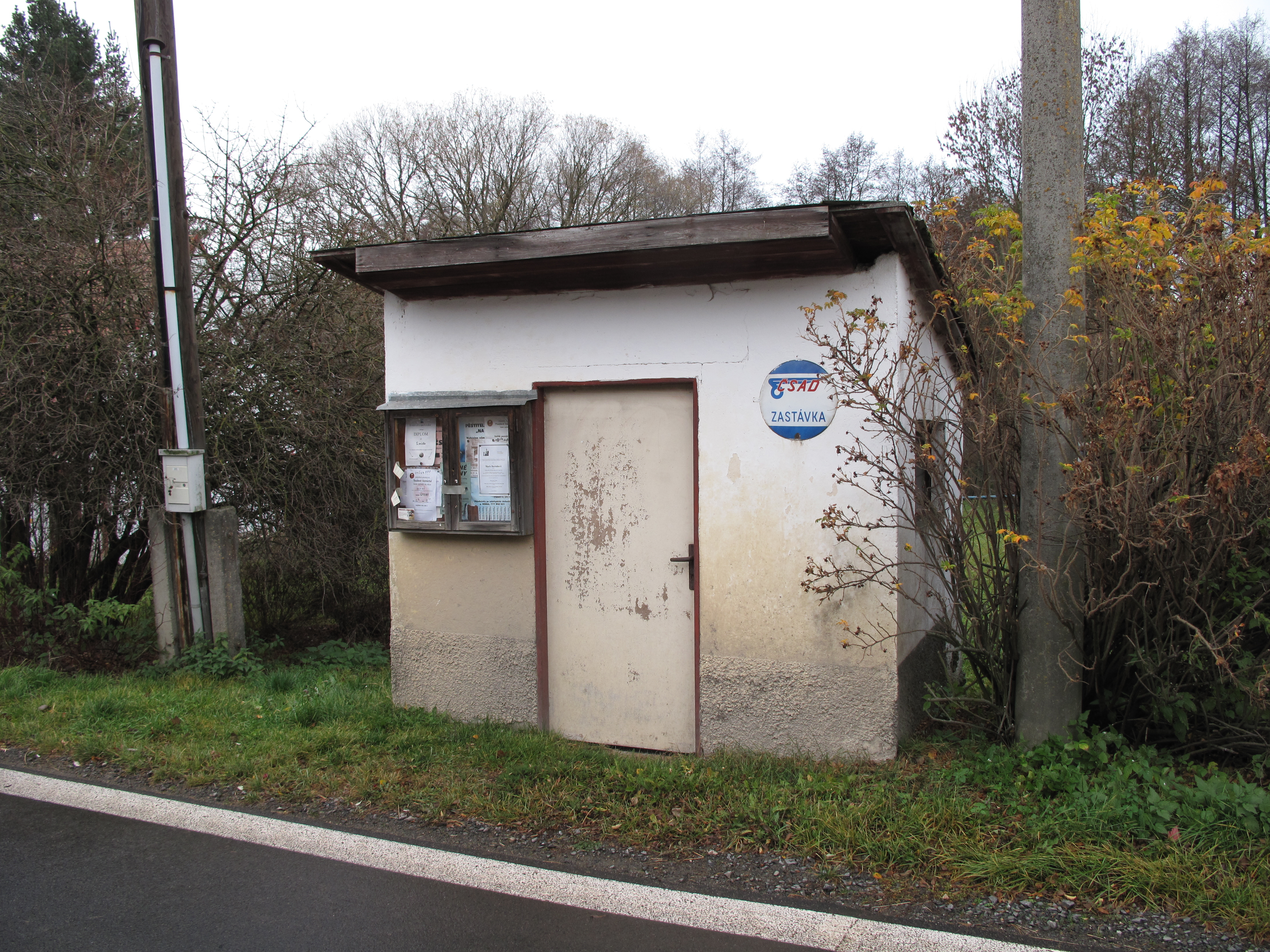
Zastávka